# Estación de Oberkampf
La estación de Oberkampf es una estación del metro de París situada en el XI Distrito de la ciudad. Pertenece a las líneas 5 y 9.

## Historia
La llegada de la línea 5, el 17 de diciembre de 1906, supuso la apertura de la estación. Mucho más tarde, el 10 de diciembre de 1933 se produjo la llegada de la línea 9. 
La estación debe su nombre al alemán, nacionalizado francés Christophe-Philippe Oberkampf. Es famoso por fundar, en 1759, la primera manufactura textil que realizaba telas impresas con planchas de cobre grabadas.  

## Descripción

### Estación de la línea 5
Se compone de dos andenes laterales de 75 metros de longitud y de dos vías.
Está diseñada en bóveda. Se ha visto afectada por el estilo Mouton tanto en su iluminación como en su revestimiento que se realiza usando azulejos de color naranja de diversos tonos. La parte central de la bóveda, por su parte, aparece pintada de negro.
La señalización, sobre paneles metálicos de color azul y letras blancas adopta la tipografía Motte. Por último, los asientos de la estación son de color naranja, individualizados y de tipo Motte.

### Estación de la línea 9

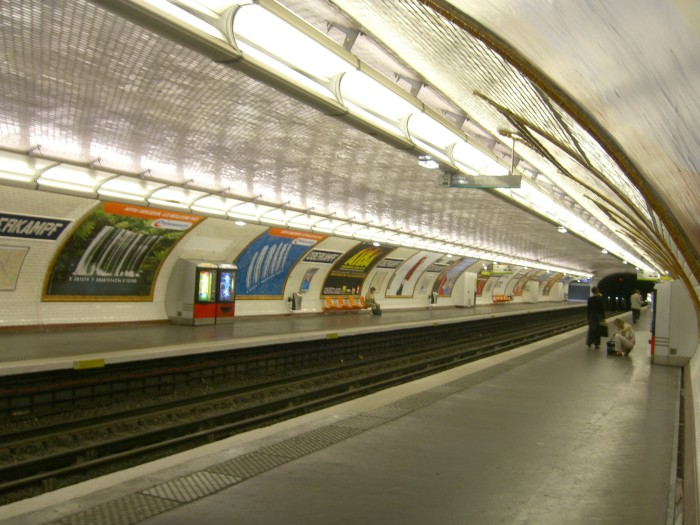
La estación de la línea 9.

Se compone de dos andenes laterales de 105 metros de longitud y de dos vías.
Está diseñada en bóveda elíptica revestida completamente de los clásicos azulejos blancos biselados del metro parisino, con la única excepción del zócalo que es de color marrón. Los paneles publicitarios emplean un fino marco dorado con adornos en la parte superior. 
Su iluminación ha sido renovada empleando el modelo vagues (olas) con estructuras casi adheridas a la bóveda que sobrevuelan ambos andenes proyectando la luz en varias direcciones.
La señalización por su parte usa la tipografía CMP donde el nombre de la estación aparece sobre un fondo de azulejos azules en letras blancas. Por último, los asientos de la estación son de color naranja, individualizados y de tipo Motte.

## Accesos
La estación dispone de cuatro accesos:
- Acceso 1: 20, calle de Crussol
- Acceso 2: 18, bulevar Voltaire
- Acceso 3: 19, bulevar Voltaire
- Acceso 4: 43, bulevar Voltaire